# Стражата (планински рид)
Вижте пояснителната страница за други значения на Стража.
Стражата (или Кръстец) е напречен планински праг в Средногорско-Подбалканската област в Област Пловдив, между Карловската и Казанлъшката котловина.
Планинският праг Стражата се издига между Карловската котловина на запад и Казанлъшката котловина на изток, като свързва Калоферска планина на Стара планина със Сърнена Средна гора. Простира се от север на юг на около 10 км, а минималната му ширина е 1 км. Най-малката му надморска височина е 610 м. Ридът е вододел между реките Тунджа и Бяла река, ляв приток на Стряма.
Ридът е образуван през неоген-кватернера и е изграден предимно от гранити. Западният му склон, обърнат към Карловската котловина е по-стръмен. Билото му е заравнено и е заето от обработваеми земи и пасища. Преобладават кафявите горски почви. Голяма част от рида е изкуствено залесена с иглолистни насаждения, а естествената растителност е представена главно от благуново-церови гори.
По източния му склон е разположен град Калофер.
На протежение от 2 км ридът се пресича от първокласен път № 6 от Държавната пътна мрежа ГКПП „Гюешево“ – София – Карлово – Бургас.
В южната му, ниска част, между гарите Ботев и Калофер, преминава част от трасето на Подбалканската жп линия София – Карлово – Бургас.

## Топографска карта
- Лист от карта K-35-50. Мащаб: 1 : 100 000.